# Villa Köster

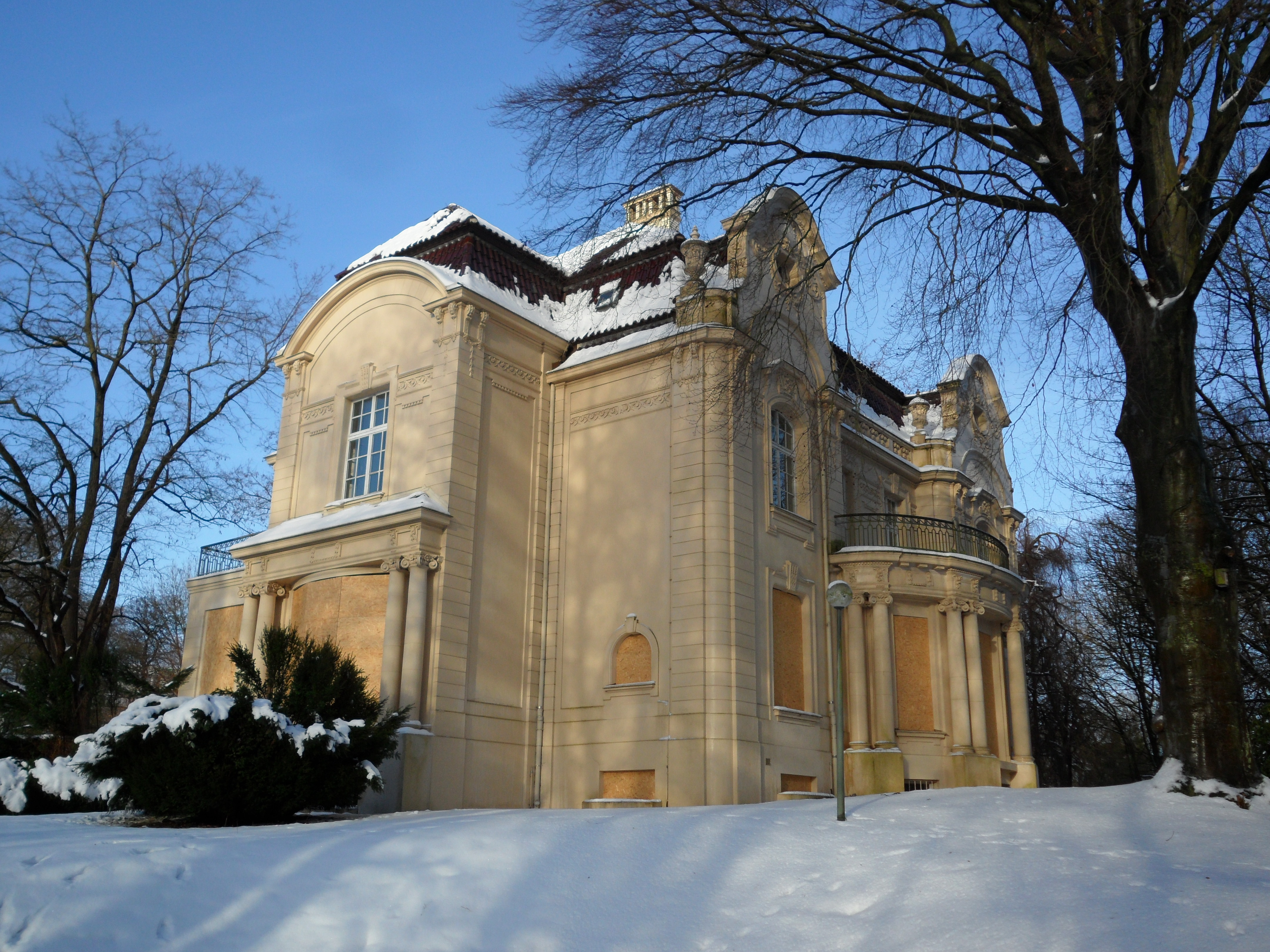
Villa Köster im Dezember 2010

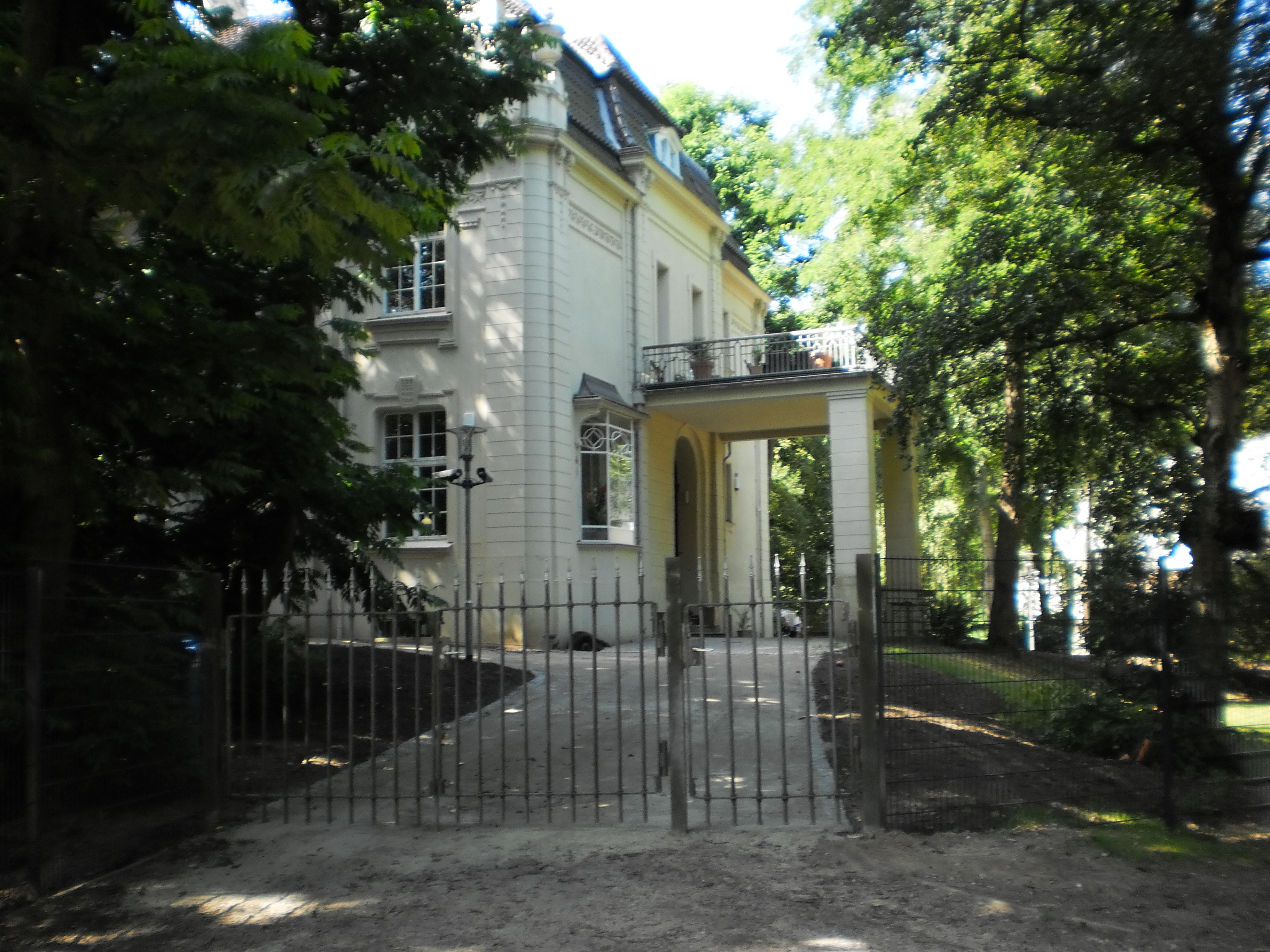
Villa Köster im August 2012

Die Villa Köster ist ein denkmalgeschütztes Wohnhaus im Rencks Park an der Parkstraße 11 in der Innenstadt von Neumünster.
Die Villa wurde 1902 für den Textilkaufmann Friedrich Hanssen von den Hamburger Architekten Lundt & Kallmorgen auf einer Anhöhe im Park an der Schwale errichtet. Später kaufte der Gründer und Namensgeber der Lederfabrik Emil Köster die Villa und bewohnte sie mit seiner Familie. Bei dem Bauwerk handelt es sich um einen zweigeschossigen neobarocken Putzbau unter Walmdach, dessen Gartenseite durch einen zwischen Risaliten mit Schweifgiebeln oval vortretenden Erdgeschosssaal mit gekuppelten Säulen und Balkon betont ist. Auch die reiche hölzerne originale Innenausstattung ist von Bedeutung, insbesondere in der weitgehend erhaltenen Treppenhalle.
Die Villa steht unter Denkmalschutz, ebenso die Kastanienallee, die als Zufahrt dient. Außerdem befinden sich im Park zahlreiche Skulpturen, die auch in der Denkmalliste eingetragen sind.
Bis Anfang 2012 gehörte das Gebäude der Stadt und war bis zum Schuljahr 2007/08 Teil der Klaus-Groth-Schule Neumünster. Danach benötigte die Schule diese Räumlichkeiten nicht mehr, da sie selbst weitere Gebäude angebaut hatte. Im Dezember 2011 wurde die Villa verkauft und wird nach umfangreichen Renovierungsarbeiten als Wohn- und Bürohaus genutzt.